# Mauricio Saucedo
Mauricio Saucedo Guardia (ur. 14 sierpnia 1985 roku w Santa Cruz) – boliwijski piłkarz występujący na pozycji pomocnika.

## Kariera piłkarska

### Kariera klubowa
Wychowanek Academii Tahuichi w Santa Cruz. W 2003 rozpoczął karierę piłkarską w klubie Club Bolívar, ale nie zagrał żadnego meczu i przeniósł się do Iberoamericana. Po sezonie w La Paz FC przeszedł do CD San José, z którym wywalczył mistrzowski tytuł. W styczniu 2009 został piłkarzem Universitario Sucre. W lutym 2010 podpisał kontrakt z Czornomorcem Odessa.

### Kariera reprezentacyjna
W 2008 debiutował w narodowej reprezentacji Boliwii.

## Sukcesy
- mistrz Boliwii: 2007